# ماشین جنگ (فیلم)
ماشین جنگ (به انگلیسی: War Machine) فیلمی محصول سال ۲۰۱۷ و به کارگردانی دیوید میشد است. در این فیلم بازیگرانی همچون برد پیت، آنتونی مایکل هال، توفر گریس، ویل پولتر، تیلدا سوئینتن، بن کینگزلی، آنتونی هایس، اموری کوئن، آرجی کایلر، جان ماگارو، اسکوت مک‌نری، کیت استنفیلد، آلن راک، مگ تیلی، گریفین دان، جاش استوارت و راسل کرو ایفای نقش کرده‌اند.
این فیلم نسخه‌ای تخیلی شده از کتابی در باره ژنرال چهار ستاره ارتش امریکا استنلی مک‌کریستال در دوران فرماندهی او بر نیروهای ائتلاف در افغانستان می‌باشد.